# Hypsoblennius
Hypsoblennius is een geslacht van straalvinnige vissen uit de familie van naakte slijmvissen (Blenniidae). Het geslacht is voor het eerst wetenschappelijk beschreven in 1861 door Gill.

## Soorten
- Hypsoblennius brevipinnis (Günther, 1861)
- Hypsoblennius caulopus (Gilbert, 1898)
- Hypsoblennius digueti Chabanaud, 1943
- Hypsoblennius exstochilus Böhlke, 1959
- Hypsoblennius gentilis (Girard, 1854)
- Hypsoblennius gilberti (Jordan, 1882)
- Hypsoblennius hentz (Lesueur, 1825)
- Hypsoblennius invemar Smith-Vaniz & Acero P., 1980
- Hypsoblennius ionthas (Jordan & Gilbert, 1882)
- Hypsoblennius jenkinsi (Jordan & Evermann, 1896)
- Hypsoblennius maculipinna (Regan, 1903)
- Hypsoblennius paytensis (Steindachner, 1876)
- Hypsoblennius proteus (Krejsa, 1960)
- Hypsoblennius robustus Hildebrand, 1946
- Hypsoblennius sordidus (Bennett, 1828)
- Hypsoblennius striatus (Steindachner, 1876)